# 太田資政
太田 資政（おおた すけまさ）は、江戸時代前期の遠江国浜松藩太田家の世嗣。官位は志摩介。

## 略歴
太田資宗の長男として誕生した。母は板倉重宗の娘。初名は資周。
嫡男として生まれ、寛永16年（1639年）に徳川家光に拝謁する。しかし、慶安4年（1651年）頃に廃嫡され、家督を相続することはなかった。代わって寛文11年に次弟の資次が嫡子となった。
寛文10年（1670年）、47歳で没。